# Ma Ying-jeou
Ma Ying-jeou (en xinès tradicional: 馬英九, Mǎ Yīngjiǔ) (Hong Kong, 13 de juliol de 1950), és un advocat professor de dret, i també president de Taiwan (2008-2016). És també exalcalde de la ciutat de Taipei.
Ma va néixer a Hong-Kong (hospital Kwong Wah de Kowloon), llavors una colònia anglesa, de pares de Hunan. Quan ell tenia un any d'edat, la seva família, partidaris del partit nacionalista Kuomintang, van emigrar a Taiwan. Ma afirma que els seus pares ja havien estat a Taiwan quan ell va néixer i que el seu pare estava treballant Hong-Kong quan ell va néixer allí, encara que és poc clar a quin treball es referia. Conseqüentment, malgrat aquesta afirmació, se'l condidera generalment un xinès continental.
Va estudiar la llicenciatura de dret de la Universitat Nacional de Taiwan el 1972. Amb una beca del Kuomintang, va completar els seus estudis als Estats Units, i va fer un màster a la Universitat de Nova York i llavors el doctorat a la Universitat Harvard.